# 전구섬모충류
전구섬모충류(前口纖毛蟲類)는 전구섬모충강(Prostomatea)에 속하는 섬모충류의 총칭이다. 전구강으로도 부른다.
갑옷모충속(Coleps)과 펠라고트릭스속(Pelagothrix) 등을 포함하고 있다.

## 하위 과
- 앞솔섬모충목 (Prorodontida)
  - Balanionidae
  - 갑옷모충과 (Colepidae)
  - Holophryidae
  - 휴모충과 (Placidae)
  - Plagiocampidae
  - Prorodontidae
  - Urotrichidae
- Prostomatida
  - Buetschliidae
  - Metacystidae